# Tetraclinis articulata

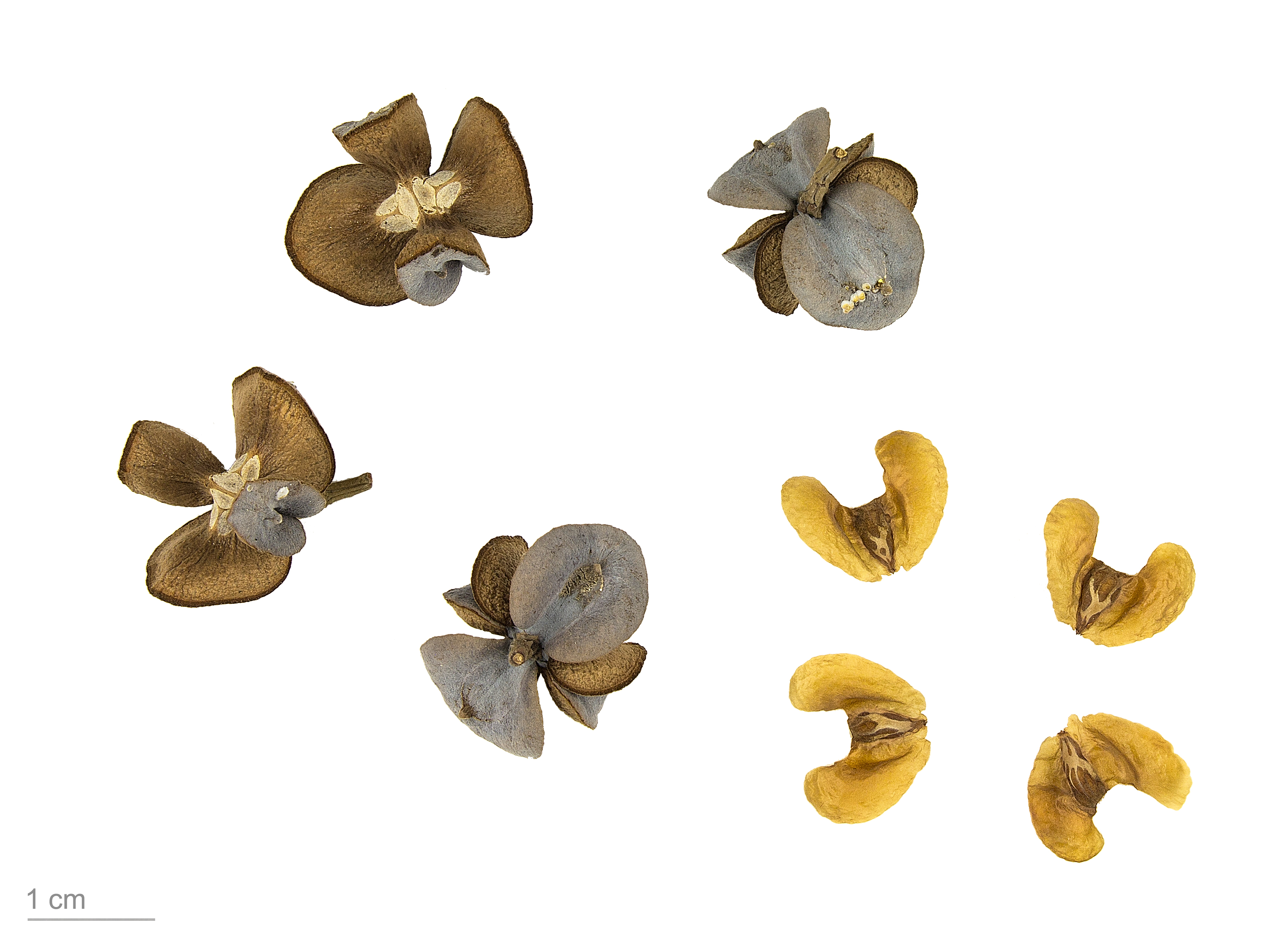
Tetraclinis articulata — Тулузький музей

Tetraclinis articulata (укр. Тетраклініс членистий) — вид вічнозелених хвойних дерев родини Кипарисові. Цей вид представляє монотипний рід Тетраклініс (лат. Tetraclinis). Рослина також відома як «берберійська туя», «сандаракове дерево».
Це національне дерево з Мальти, де воно відоме як «Għargħar» (походить від арабської назви «Araar»).

## Біоморфологічна характеристика
Невелике, повільноросле дерево висотою 6–8 м (рідко досягає 20 м) з діаметром стовбура зазвичай ≈ 0,5 м, іноді до 1 м. Лускоподібне листя 1–8 мм завдовжки і 1–1,5 мм шириною; листя розташоване хрестоподібно.
Плоди — шишки 10–15 мм завдовжки, зелені. Дозрівання шишок (до коричневого кольору) — ≈ 8 місяців від запилення. Насіння 5–7 мм завдовжки і 2 мм завширшки, з 3–4 мм папероподібними крильцями з кожного боку.

## Поширення
Ендемік західного Середземномор'я. Рослина є рідною для північно-західної Африки: Атлаських гір в Марокко, Алжир і Туніс; росте на Мальті і на південному сході Іспанії (поруч Картахени).

## Застосування
З дерева отримують смолу, звану сандарак, яка використовується у виробництві цінних лаків (лак особливо цінний для збереження картин).
Деревина, зокрема задирки(нарости) біля основи стовбура, використовується для декоративних виробів (деревина наростів володіє красивим малюнком). Використання задирок деревини призводить до загибелі дерева. Смолиста деревина дерева стійка проти гниття.
Дерева цього виду вирощується як бонсай, а також у декоративних цілях.

## Синоніми
- Callitris articulata (Vahl) Murb.
- Callitris quadrivalvis Vent.
- Thuja articulata Vahl